# Gringo vell
Gringo vell (títol original en anglès: Old Gringo) és una pel·lícula estatunidenca de Luis Puenzo, estrenada l'any 1989. Ha estat doblada al català.

## Argument
Durant la revolució mexicana, convergeixen tres vides i dues cultures: Harriet, professora nord-americana que viatja al país asteca per trobar un sentit a la seva vida; Arroyo, general de l'exèrcit mexicà, la vida del qual gira entorn de la Revolució i al seu amor per Harriet; i, finalment, Ambrose Bierce, periodista, contista famós i aventurer retirat que als seus 71 anys cavalca pel desert per unir-se a la revolució i viure així l'últim episodi de la seva vida. Mai se sabrà amb seguretat si és la manera com va morir Bierce o no, perquè l'autor de la novel·la, Carlos Fuentes, havia sabut d'aquest possible final per amics en el nord de Mèxic.
En el seu article titulat "Gringo Vell: dues cultures i una lluita", publicat en la Revista Letraceluloide, Rosita Catalina Isaza Cantor sosté que l'Ambrose Bierce que ens mostra la pel·lícula, interpretat per Gregory Peck, és un Bierce vital, dotat de tal esperit combatiu i de rebel·lia, que és capaç de deixar-ho tot al seu país per partir cap a un Mèxic immers en les lluites de la Revolució Mexicana, sabent fins i tot, com ell mateix ho afirma, que “ser un gringo, a Mèxic, és una eutanàsia”, especialment dins de l'agitat context polític de llavors. Serà al país veí on Ambrose Bierce trobi un entorn propici per les impetuoses necessitats del seu ésser i el lloc propici per morir.
La seva història a Mèxic haurà de confluir amb la de Harriet, una institutriu conca compatriota seva que troba precisament en les paraules del propi Bierce el detonant per decidir prendre un rumb similar. Jane Fonda encarna en el film a aquesta dona que, després d'escoltar el discurs proferit per l'escriptor davant una multitud que l'aclama per la publicació del seu colossal diccionari, decideix partir cap a terres veïnes com a forma de donar resposta a la seva pròpia necessitat d'escapar dels convencionalismes imposats per la seva mare i per la seva condició d'«òrfena», o millor, abandonada, d'un excombatent de guerra. Allà acaba enamorada i sent l'amant del general de l'Exèrcit Mexicà, Arroyp, qui finalment mor executat.

## Repartiment
- Jane Fonda: Harriet Winslow
- Gregory Peck: Ambrose Bierce
- Jimmy Smits: General Tomas Arroyo
- Patricio Contreras: Coronel Frutos Garcia
- Jenny Gago: La Garduna
- Gabriela Roel: La Luna
- Sergio Calderón: Zacarias
- Guillermo Ríos: Monsalvo
- Jim Metzler: Ron
- Samuel Valadez De la Torre: Cònsol Saunders
- Anne Pitoniak: Mme Winslow
- Pedro Armendáriz Jr.: Pancho Vila
- Stanley Grover: General Saunders
- Josefina Echánove: Clementina
- Pedro Damián: Capità Ovando